# Alpheus Hyatt Verrill
Alpheus Hyatt Verrill est un explorateur et un naturaliste américain, né le 23 juillet 1871 à New Haven et mort le 14 novembre 1954.
Il est le fils du zoologiste Addison Emery Verrill (1839-1926) et Flora L. Verrill (née Smith). Ses prénoms commémorent un autre zoologiste, Alpheus Hyatt (1838-1902), avec lequel son père avait travaillé. Après avoir étudié auprès de son père, il fait de très nombreux voyages en Amérique centrale et du Sud où il effectue des fouilles archéologiques comme paléontologiques.

## Source
- Allen G. Debus (dir.) (1968). World Who’s Who in Science. A Biographical Dictionary of Notable Scientists from Antiquity to the Present. Marquis-Who’s Who (Chicago) : xvi + 1855 p.